# 議事録
議事録（ぎじろく）、会議録（かいぎろく）とは、会議の内容の文字による記録である。速記に基づいて普通の文字で記載したものを特に速記録（そっきろく）という。民事訴訟の口頭弁論の記録である口頭弁論調書や刑事訴訟の公判の記録である公判調書は議事録・会議録に類するものである。

## 作成の目的
議事録を作成する目的は会議により様々であるが、例えば、次のようなものがある。
- 会議出席者にとっての備忘録
- 会議出席者以外との情報共有
- 会議で決定した事項の明確化・証明
- 適正な手続を経て議決したことの証明

また、議事録・会議録の作成が法律で義務付けられている場合もある。

## 内容
議事録は多くの場合、以下の内容を含む。
- 会議の開催日時。
- 会議の開催場所。
- 会議の出席者。
- 議事の内容。

議事の内容の記録形式は大きく分けると次の2通りである。
- 録音または速記した話し言葉をほぼそのまま文字に書き起こしたもの。演劇の台本のように、会議の出席者の発言が時系列に沿って並ぶ。例は日本の国会会議録[2]、日本の内閣の閣議の議事録[3]。
- 会議中に録音・メモ・記憶した内容に基づいて、議事を整理の上、書き言葉を使ってまとめたもの。記述の順序は必ずしも発言の時系列と一致しない。箇条書きや略記により簡潔にまとめることがある。例は日本銀行政策委員会の金融政策決定会合の「主な意見」と「議事要旨」[4]

いずれの記録形式を採用した場合でも、議事録作成者が会議出席者の発言を正確に文章化できないおそれがある。この点については、議事録の案を示して発言者などの関係者に確認、訂正させた上で、関係者の最終的な承認を得て完成版の議事録とする場合がある。